# Уечураба
Уечураба (ісп. Huechuraba) — комуна в Чилі. Одна з міських комун міста Сантьяго. Входить до складу провінції Сантьяго і Столичного регіону.

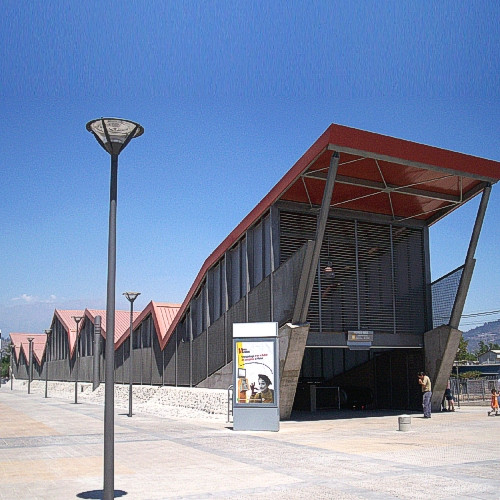
Станція Веспусіо-Норте

Територія — 44,8 км². Чисельність населення - 98 671 мешканець (2017). Щільність населення - 2202,5 чол./км².

## Розташування
Комуна розташована на півночі міста Сантьяго.
Комуна межує:
- на півночі - з комуною Коліна
- на північному сході - з комуною Ло-Барнечеа
- на південному сході - з комуною Вітакура
- на південному заході — з комунами Кончалі, Реколета
- на заході — з комуною Кілікура